# 尼古拉·波利卡尔波夫
尼古拉·尼古拉耶维奇·波利卡尔波夫（俄语：Никола́й Никола́евич Полика́рпов；1892年6月9日—1944年7月30日）苏联航空航天工程师、飞机设计师，号称“战斗机之王”，生于奥廖尔，他设计了第二次世界大战初期的伊-15战斗机和伊-16战斗机等众多机型。1944年于莫斯科死于胃癌。

## 生平
1892年6月生于奥廖尔，1916年开始参与“伊里亚·穆罗梅茨”型飞机的设计工作。十月革命后作为留用人员留在航空部门工作。30年代设计了伊-15和伊-16战斗机。1929年10月被捕并被判处死刑。两个月后被送往第39中央设计局，研制出了伊-5战斗机。1931年7月被大赦。1944年亡故。